# マヂカルラブリー
マヂカルラブリーは、吉本興業（東京本社）所属のお笑いコンビ。2007年結成。略称は「マヂラブ」。大宮ラクーンよしもと劇場の専属芸人「大宮セブン」の一角を担う。M-1グランプリ2020王者、キングオブコント2018・2021ファイナリスト。

## メンバー
野田 クリスタル（のだ クリスタル、本名：野田 光〈のだ ひかる〉、1986年〈昭和61年〉11月28日 - ） （38歳）
ボケ（一部ネタではツッコミ）・ネタ作り担当、立ち位置は向かって左。
神奈川県横浜市南区出身。
神奈川県立六ツ川高等学校（現・神奈川県立横浜国際高等学校）卒業。
身長179.7cm、体重77.3kg。血液型A型。

村上（むらかみ、本名：鈴木 崇裕〈すずき たかひろ〉、1984年〈昭和59年〉10月15日 - ）（40歳）
ツッコミ（一部ネタではボケ）担当、立ち位置は向かって右。
愛知県新城市（旧南設楽郡鳳来町）出身、東京都杉並区高円寺在住。
愛知県立新城東高等学校（現・愛知県立新城有教館高等学校）、法政大学文学部卒業。
身長182.1cm、体重105kg。血液型O型。

## 来歴

### 「マヂカルラブリー」結成まで
2002年、野田は中学を卒業して間も無い15歳で同級生とコンビ「セールスコント」を組みインディーズ劇場での活動や、『学校へ行こう!』（TBSテレビ）の「お笑いインターハイ」において参加者約5,000人の中で優勝、同年にインターネットの相方募集掲示板で知り合った相方とコンビ「役満」を結成、翌2003年に16歳で吉本所属のプロとなりM-1グランプリでは3回戦進出。その後、ピン芸人として地下ライブで活動していた。
また、村上は法政大学のお笑いサークル・HOS（5期）出身で2005年・2006年に『大学お笑い日本一決定戦』で連覇するなど、学生芸人として活動していた。その後は就職活動で相方2人の就職が決まったものの村上だけは就職できず、そのまま流れでお笑いを続けることになった。学生時代はマスコミ志望でフジテレビ等を受験していた。
村上が所属していたお笑いサークルがアングラ気質だったため、面白いと噂の地下芸人のカリスマ・野田のことは彼が18歳の時から一方的に知っており、学園祭にも呼んでいた。当時の野田は東京の地下芸人に憧れて客が笑わないお笑いを追求していた最中で「スベるのは面白いからだ」と自己解釈し、観客からの笑い声がなくても野田は意に介さなかったものの学園祭側ではスベり過ぎて問題となり、実行委員の一員だった村上は「あれ呼んだの誰だ?」と周りから責められた。「キングオブフリー」というインディーズ芸人ライブを村上が観に行った際にたまたま野田が出演しており、「面白すぎる」「僕と組めばいけるんじゃないか」と思ったという。2007年2月、大学卒業を機にプロの芸人になろうと相方を探していた村上が石橋哲也（元カオポイント）に相談したところ、偶然にも野田を勧められた。村上は知り合い伝手に「コンビを組みたがっている奴がいる」とだけ前もって伝えてもらい、野田のライブの出待ちをして声を掛けそのままコンビ結成に至った。コンビ名の由来は2人とも巨漢で男臭かったため、コンビ名くらいは可愛くしようとお互いに一番可愛いと思う単語を出し合った所、「マジカル」と「ラブリー」であったことから。コンビ名を「マジカル」ではなく「マヂカル」とした理由は、「ネットで検索した時に上位に来る」のを期待してと述べている。

### 結成後
結成後は「LIVE疾風迅雷」などのインディーズ・ライブで毎回のように優勝を収めるなど好成績を残し、マヂカルラブリーとして吉本興業へ所属する。野田は役満時代から吉本に籍を残していたため、村上のみがこのタイミングで吉本へ所属した形になる。また当時吉本の若手芸人達が出演していたAGEAGELIVEに出場し、約半年ほどでレギュラー組に昇格する。しかしNSC出身でないことから劇場にはなかなか出られず、2015年に大宮ラクーンよしもと劇場の専任になってからはライブの数が増えていった。このこともあり、2人は地下芸人を自称している。
『M-1グランプリ』では結成間もなくして3回戦進出、結成1年にして準決勝まで進出し早くも実力を示す。しかし仕事は増えず、ルミネtheよしもとなどの劇場にも出演できずにいた。お笑いだけでは食べていけず、2017年まで2人はアルバイトを続けた。2010年に『M-1グランプリ』が一旦終了後、『THE MANZAI』では2011年、2012年の認定漫才師となるがその後は振るわなかった。復活後の『M-1グランプリ2015』では自信満々で挑むも準々決勝進出に終わる。この敗北が転機となり、「このままでは終わってしまう」「ウケたい」と意識が変わってネタのブラッシュアップに力を入れ始め、翌年の『M-1グランプリ2016』には準決勝まで進出する。
『M-1グランプリ2017』では7回目の挑戦で初の決勝戦進出を果たし、「野田ミュージカル」を披露するも、審査員全員に80点台を付けられ最下位に終わり、特に上沼恵美子からは「好みじゃない」「よう決勝に残ったな」と酷評を受けた。予選でウケたにも拘らず、決勝では上手くいかなかったため今後もそうなるのではないかと思い、出番が終わった後の楽屋で2人は「もう漫才はできないんじゃないか」と口にするほどだった。また、周りの芸人からは励ましの言葉やアドバイスを貰っていたが、それすらも聞けないほどショックを受けていた。この一連の流れが逆に話題となり、仕事（特に営業）が増え収入も上がったものの、そこでは『スベって上沼に怒られた芸人』としての振る舞いを求められており、その屈辱的な状態に不満を抱き続けることとなる。
2018年、『キングオブコント2018』で初の決勝進出を決める。最終結果は7位。
野田は2018年と2019年の『M-1グランプリ』敗者復活戦では「えみちゃん、待っててねー!」と、優勝を果たした2020年の『R-1ぐらんぷり』では「えみちゃん、ありがとうー!!」と叫び、度々上沼に怒られたことをネタにしていた。2018年・2019年の『M-1グランプリ』の決勝まで行けなかったことでネタの温存ができ、後の優勝に繋がった。
2020年3月8日、野田が『R-1ぐらんぷり2020』で初の決勝進出を決め優勝。これにより野田は史上初のM-1グランプリ、キングオブコント、R-1ぐらんぷりの3大会全てでのファイナリスト経験者となった。
2020年、新型コロナウイルスの大流行によって感染防止のため劇場公演が中止になり、70日間漫才が出来なくなるという事態となった。また『キングオブコント2020』の出場も考えていたが、コロナ禍の影響で5〜6月に予定していた単独ライブが9月に延期したため、コントを披露しようにも間に合わず出場を辞退。

### 『M-1グランプリ2020』優勝
『M-1グランプリ2020』で3年ぶりに決勝進出。『M-1グランプリ2017』で酷評を受けた上沼と再会を果たしたが、上沼本人はそのことをすっかり忘れていた。ファーストラウンドでは野田はせり上がりの際に正座の状態で登場し、『M-1グランプリ2018』の敗者復活戦でネタにした「高級フレンチ」を披露。オール巨人以外から90点以上評価し、上沼からは94点という高得点を受けた。上沼は「バカバカしさが突き抜けるというのは芸術」と評価し、合計649点となり2位で最終決戦に進出した。最終決戦では「つり革」を披露して3票を獲得。優勝を果たした。同じく最終決戦に進出した見取り図、おいでやすこがが2票ずつ獲得したため、マヂカルラブリーはM-1グランプリにおいて、史上初の過半数以下の得票で優勝したコンビとなった。また、過去に決勝大会で総合最下位を経験したコンビが優勝を果たしたのもマヂカルラブリーが史上初である。最終決戦で披露した「つり革」は野田がしゃべらずに動き回り、村上がツッコむ漫才であったため、「あれは漫才なのか」とネット上で議論が巻き起こった（M-1グランプリ2020#マヂカルラブリーのネタに対する議論も参照）。
優勝後の会見では、野田は史上初の3冠（R-1ぐらんぷり、M-1グランプリ、キングオブコント）を目指すと宣言。
2021年1月1日に行われた無観客配信イベント「マヂカルラブリーno寄席」がチケットよしもとの歴代配信チケットの売り上げ枚数1位となり、2020年11月の「アキナ牛シュタイン」によるユニットライブの約1万4000枚の記録を越えた。
宣言通り野田の3冠獲得（R-1、M-1、キングオブコント）を目指して『キングオブコント2021』に出場し、3年ぶりに決勝進出。M-1優勝後にキングオブコントファイナリストになるのはサンドウィッチマン以来2組目。1stステージのトリ（10番目）に「こっくりさん」を披露したが、455点で9位に終わり、M-1グランプリに次ぐ優勝はならなかった。
2021年11月、「GQ MEN OF THE YEAR 2021」にてメン・オブ・ザ・イヤー・ベスト・コメディ・デュオ賞を受賞。
2021年12月1日、ニホンモニターが発表した「2021年タレント番組出演本数ランキング」の、昨年との出演番組の増加数を比較したブレイクタレントランキングでは、290本の増加で、おいでやすこがと共に同数で1位となった。2020年の番組出演本数は59、2021年の番組出演本数は349だった。

## 芸風
主に漫才。独特で変則的なコント漫才が多い。ネタの初めに野田が「○○になりたいよー!」「○○だよー!」と宣言、シチュエーションを提案しコントに入る。視覚的なお笑いで、全身を使い表現する動きの多い1人コントのようなボケの野田に対して村上がシンプルにツッコむ。村上のツッコミは、「普通のことを大きな声で言う」鈴木拓（ドランクドラゴン）の系譜だという。2010年以前は、村上は”優しい国語の先生”のようなスタンスで山里亮太（南海キャンディーズ）の「ツッコミでも気の利いたワードで笑わせる」というツッコミに近かったが、鈴木と出会ってからはシンプルかつ若干口の悪いツッコミになっていった。『M-1グランプリ2020』では野田のあまり喋らずに動きで見せるボケに対し、村上の情報を補完する説明ツッコミという無声映画のようなサイレントコメディ色の強い漫才へ変化した。野田によるとネタ中の特徴的な動きは、インディーズ時代に舞台が狭かったため狭いスペースでダイナミックさを出すために作られたという。我流漫才とも称されるこのスタイルは「みんなは全部が仕上がりすぎてる笑い（伏線を回収していく構成され尽くした和牛のような漫才）を目指すけど、俺らは無理だと気づいてからの勝負。比べられない存在でありたい」という野田の想いから来ている。 
ネタのツカミで挨拶する際は村上が「村上です」と名乗り、野田が「○○です」と言った後、村上が「マヂカルラブリーです」とコンビ名を言うのと同時に野田はそのまま「○○でーす」と言う。○○の部分は様々なパターンがあり、例として「僕」「村上」「変な虫」「でっかい海老」「凄腕スナイパー」「魅惑の何か」などがある。『M-1グランプリ2020』の決勝ファーストラウンドでは「どうしても笑わせたい人がいる男です」と挨拶した。このツカミはコンビ結成時から行っている。
単独ライブではコントも披露しており、「コントの方が漫才より楽しくできる」と語っている。キングオブコントでは2018年・2021年に決勝進出。

### 評価
前田登（はりけ〜んず）は彼らについて、「こんなネタは書けないし習ってもいない。今まで見たことないし、（自分たちが若いときに）やってたら怒られていた」と話している。博多大吉（博多華丸・大吉）は「僕は（こういうネタは）怖くてできない」「ここから先はわからない。われわれの手には負えない」と述べている。塙宣之（ナイツ）は「男芸人は野田君みたいなボケに1番憧れる。ああいうのって先輩や周りから色々言われたりとかで、みんな心が折れてやらなくなる」と評した。

## 賞レース成績・受賞歴など

### M-1グランプリ
| 年     | 結果         | エントリーNo. | 決勝戦キャッチコピー | 備考                       |
| ------ | ------------ | ------------- | -------------------- | -------------------------- |
| 2007年 | 3回戦敗退    | 412           |                      |                            |
| 2008年 | 準決勝敗退   | 439           |                      |                            |
| 2009年 | 3回戦敗退    | 4621          |                      |                            |
| 2010年 | 準決勝敗退   | 1491          |                      | 予選21位                   |
| 2015年 | 準々決勝敗退 | 3371          |                      |                            |
| 2016年 | 準決勝敗退   | 853           |                      | 予選13位、敗者復活戦11位   |
| 2017年 | 決勝10位     | 777           | 摩訶不思議           |                            |
| 2018年 | 準決勝敗退   | 785           |                      | 予選14位、敗者復活戦9位    |
| 2019年 | 準決勝敗退   | 1356          |                      | 予選14位、敗者復活戦14位   |
| 2020年 | 優勝         | 2617          | 我流大暴れ           | ファーストラウンド 2位通過 |

### キングオブコント
| 年     | 結果         | 決勝戦キャッチコピー |
| ------ | ------------ | -------------------- |
| 2008年 | 2回戦敗退    |                      |
| 2009年 | 1回戦敗退    |                      |
| 2010年 | 不参加       |                      |
| 2011年 | 不参加       |                      |
| 2012年 | 不参加       |                      |
| 2013年 | 準決勝敗退   |                      |
| 2014年 | 2回戦敗退    |                      |
| 2015年 | 2回戦敗退    |                      |
| 2016年 | 1回戦敗退    |                      |
| 2017年 | 2回戦敗退    |                      |
| 2018年 | 決勝7位      |                      |
| 2019年 | 準決勝敗退   |                      |
| 2020年 | 不参加       |                      |
| 2021年 | 決勝9位      | 予測不能の魔法空間   |
| 2022年 | 不参加       |                      |
| 2023年 | 準々決勝敗退 |                      |
| 2024年 | 不参加       |                      |
| 2025年 | 不参加       |                      |

### THE MANZAI
| 年     | 結果                     | 備考               |
| ------ | ------------------------ | ------------------ |
| 2011年 | ワイルドカード決定戦敗退 | 本戦サーキット17位 |
| 2012年 | 本戦サーキット敗退       |                    |
| 2013年 | 2回戦敗退                |                    |
| 2014年 | 2回戦敗退                |                    |

## その他
2021年
- 第六回 上方漫才協会大賞 話題賞
- GQ MEN OF THE YEAR 2021 ベスト・コメディ・デュオ賞
- LINE NEWS AWARDS 2021 タレント部門賞
- DIMEトレンド大賞2021 話題の人物賞

## 出演

### テレビ番組
現在のレギュラー
- 有吉の壁（日本テレビ、2021年1月20日 - ）
- それゆけ!大宮セブン[47]（テレビ埼玉・BSよしもと、2022年3月22日 - ）
- ヒルナンデス!（日本テレビ、2022年11月2日 - ）- 水曜レギュラー
- NHK高校講座 情報I（NHK Eテレ、2023年3月24日 - ）[48]
- さんまのお笑い向上委員会（フジテレビ、2023年11月 - ）- レギュラー
- 夜な夜なプロジェクト（BSフジ、2024年4月5日 - ） - MC[49]
- 声優談子（テレビ朝日、2025年4月2日 - ）- MC[50]

過去のレギュラー
- 勇者ああああ〜ゲーム知識ゼロでもなんとなく見られるゲーム番組〜（テレビ東京、2018年1月12日 - 2021年3月20日） - 準レギュラー
- 冗談騎士（BSフジ、2018年4月 - 9月）
- めざましテレビ（フジテレビ、2021年1月） - 2021年1月度マンスリーエンタメプレゼンター
- マヂカルクリエイターズ（テレビ東京、2021年3月30日 - 2021年6月22日・2022年1月12日 - 2022年2月23日） - 冠番組[51]
- お尋ねギルドロップス → マヂでRe;スタート!?お尋ねギルドロップス（BSフジ、2021年4月17日 - 2024年3月15日） - MC、月1回放送[52]
- 天才てれびくんhello,→天才てれびくん（Eテレ、2022年4月 - 2024年3月）
- チャント!（CBCテレビ、2022年4月6日 - 2024年9月23日） - 「マヂ学校に向かいます」コーナーレギュラー[53]
- マヂラブのフラチャレ部!!（BSよしもと、2022年11月13日 - 2023年2月26日）[54]
- マヂカルラブリーの全力!アニシャド応援部（テレビ東京、2023年4月1日 - 6月24日、2024年1月6日 - 3月30日）[55]
- ピンスポ（テレビ朝日、2025年4月4日 - 4月25日）- MC

特別番組
＊MCもしくはメインキャスト
- 疾走!エイトマイル（日本テレビ、2021年3月28日・8月15日）[56][57]
- 笑う心臓（日本テレビ、2021年4月1日）[58]
- ニッポンを釣りたい！釣って食べて寝たいだけ。（テレビ新広島、2021年6月27日）[59]
- 脳天カルパッチョ（テレビ朝日、2021年7月3日）[60]
- ABCお笑いグランプリ（朝日放送テレビ、2021年7月11日）※ゲスト及びWEB（ABEMA配信）のみの優勝者対談コーナーMC[61]
- 野田さん!こんなゲームはいかがでしょう?（朝日放送テレビ、2022年3月27日） - 冠番組[62]
- バカ桁TV（テレビ朝日、2022年5月24日） - MC[63]
- リッチマンDATE（フジテレビ、2022年7月21日、10月30日）- MC
- ベストきっとTV（テレビ朝日、2022年8月23日） - MC
- 『劇場版 転生したらスライムだった件 紅蓮の絆編』公開記念!『劇場版 転スラ』の魅力を徹底解剖した件!SP（日本テレビ、2022年11月18日） - MC[64]
- マヂラブの長崎乗り継ぎ旅（長崎放送、2023年2月18日）[65]
- マイクロコントラボ（フジテレビ、2023年2月24日・8月16日）[66][67]
- マヂカルラブリーpresents YOGOSE（関西テレビ、2024年1月21日）- MC[68]
- ヨソの番組乗っかりクイズ 寄生番組パラサイト（2024年7月15日・22日[69]、10月18日・25日[70]、12月16日・23日、テレビ東京）- MC（アルコ&ピースと共同）
- オールスター後夜祭（2018年10月7日-2019年4月6日（この回は野田が永久追放）2021年3月28日(この回から村上のみ出演)2021年10月10日-2022年3月27日-2022年10月2日-2023年4月8日-2023年10月15日-2024年4月7日-2024年10月6日-2025年3月30日）

#### 不定期出演
- ラヴィット!（TBSテレビ、2022年4月21日 - ）木曜日コーナー「マヂでウマい肉を徹底調査 本気マヂ肉調査隊」に出演

### ラジオ
現在のレギュラー
- マヂカルラブリーのオールナイトニッポン0(ZERO)（ニッポン放送、2020年4月18日、9月21日、2021年4月1日 - ）

その他の出演
- マイナビ Laughter Night（TBSラジオ、2017年2月18日）
- マヂカルラブリーのオールナイトニッポン（ニッポン放送、2021年1月4日）

### ウェブ番組
- オリエンタルラジオのマンガの日（Yahoo!バラエティ「よしもとオンライン」、2009年11月27日）
- ナマイキ!あらびき団（YNN、2013年12月21日・2014年8月14日・10月8日）
- パラビき!パラビき!あらびき団 〜四天王編〜（Paravi、2018年5月4日・6月8日）
- しくじり先生 俺みたいになるな!! #3（AbemaTV、2019年4月16日）
- 松井証券 資産運用!学べるラブリー（YouTube「松井証券_MatsuiSecurities」、2020年7月10日 - ）
- 笑ラウドネスGP（2021年7月18日、ABEMA） - 特別ゲスト[71]
- キラリと光るマヂカルスターを探せ![注 3]（Lemino[注 4]、2021年10月29日・2022年11月12日・13日[73]・2023年12月1日[74]）
- お笑いゲームネタNo.1決定戦 ゲームネタグランプリ（2022年3月12日・2023年3月18日、YouTube「ファミ通TUBE」） - MC（村上）、審査員（野田）[75]
- マヂラブのマヂでラブになるTV（AT-DX、2024年3月24日 - ）

### ウェブドラマ
- 火花（Netflix、2016年）第8話

### CM
- プロミス「パッとピッと漫才」「パッとピッとポージング」（2021年） ※Web CM[76]
- 東京ガス「切り替えシミュレーション篇」「やっぱりつり革はつかまない篇」（2021年）※WebCM[77]
- ニコレス「売れてナンボです編」「例のアレをくれ」編」（2021年）[78]
- ラグーナテンボス「マヂラブラグーナ」（2021年）[79]※東海地区のみ
- NazoritAI Pro「言葉の壁をぶっ壊せ」（2021年）[80]
- アサヒ飲料 WONDA「マヂカルラブリー×チョッパー」編（2021年）[81]
- Cygames「Shadowverse」[82]
  - 「全員シャドバやってる篇」「シャドバをやってたいから篇」（2021年10月21日 - ）[83]
  - 「今年は1000万だ」篇（2021年12月28日 - ）[84]
- Indeed
  - 「レストラン」編（2021年12月18日 - ）[85]
  - 「家電量販店」編（2021年12月27日 - ）[85]
  - 「社長室」編（2022年1月5日 - ）[85]
- スカパー!
  - 「おいでよ！スカパー！」編（2022年11月1日 - ）[86]
  - 「村上家」編（2022年11月30日 - ）[87]
- ヘブンバーンズレッド「1周年&Angel Beats!コラボ篇」（2023年2月5日 - ）[88]

## 舞台

### 単独ライブ
- 2010年
  - 1月14日 - 「グラインドハウスライブ」（ライパッチとの合同ライブ）
  - 8月4日 - 「夏です、僕です、た〜んど〜くです。」（新宿シアターブラッツ/東京）
- 2011年
  - 1月30日 - 「野田なのだ 単独なのだ 春なのです。村上です」（ 新宿シアターブラッツ/東京）
- 2012年
  - 1月21日 - 「スサノオノミコト」（新宿シアターモリエール/東京）
  - 8月29日 - 「サブカルラブリー」（新宿シアターモリエール/東京）
  - 12月22日 - 「こくラブリーつって」（あるあるYY劇場/福岡）
- 2013年
  - 8月8日 - 「猫レストラン」（ ヨシモト∞ホール/東京）
- 2014年
  - 3月15日 - 「ゼラチンおばけ」（ 新宿シアターモリエール/東京）
  - 8月15日 - 「ゴーリキー化」（大宮ラクーンよしもと劇場/埼玉）
- 2015年
  - 7月25日 - スーパーマヂカルラブリー状態「漫才単独」「コント単独」（大宮ラクーンよしもと劇場/埼玉）
  - 10月4日 - マヂカルラブリーありネタ単独ライブ「スーパーラーメン屋」（大宮ラクーンよしもと劇場/埼玉）
- 2016年
  - 3月24日 - 「白7番」（大宮ラクーンよしもと劇場/埼玉）
  - 8月7日 - 「コンビニ」（大宮ラクーンよしもと劇場/埼玉）
- 2017年
  - 3月31日 - 「ここがゲームセンターかー」（大宮ラクーンよしもと劇場/埼玉）
- 2018年
  - 5月19日 - 「もうこれで終わってもいい」（ルミネtheよしもと/東京）
  - 7月14日 - 「ハイパーマヂカルラブリー状態」（大宮ラクーンよしもと劇場/埼玉）
  - 12月23日 - 「Road to トリプルファイナリスト」（大宮ラクーンよしもと劇場/埼玉）※野田クリスタルの単独ライブ
- 2019年
  - マヂカルラブリー単独ライブ 全国ツアー2019「あー・・・ハラへったな」
    - 4月13日 - (ルミネtheよしもと/東京)
    - 5月18日 - (よしもと天神ビブレホール/福岡)
    - 6月25日 - (BFHホール/札幌)
    - 7月6日 - (東建ホール/名古屋)
- 2021年
  - 6月11日 - 「試合はまだですか監督！！」（ルミネtheよしもと/東京）※コント単独[89]

### 神保町花月
- 2008年5月26日、6月2日、9日 「チャレンジMONDAY#1 My eyes/Your eyes」
- 2008年8月12日 - 8月17日 「月のあかり」
- 2009年3月3日 - 3月8日 「殺し屋一家の誕生日会」
- 2009年6月23日 - 6月27日 「リーベ座の怪人」（主演）
- 2009年8月11日 - 8月16日 「限りなく灰色に近い光」
- 2012年1月12日 - 1月17日 「マシュマロのキオク」
- 2012年4月3日 - 4月9日 「flower」
- 2012年8月6日 - 8月12日 「イン・マイ・ハート」
- 2012年11月28日 - 12月3日 「窮乏弁護士 小浪公平」
- 2013年7月23日 - 7月29日 「脳梁」
- 2013年9月10日 - 9月15日 「まとめるドキャスト」（14日、15日のみ）
- 2014年1月9日 - 1月13日 「空から少女がまた降ってきた。」
- 2014年4月2日 - 4月6日 「チーム・ゴジョウ」
- 2014年8月20日 - 8月24日 「すぐ、そこにモンスター！」

### 劇団ムゲンダイ
- 2012年1月28日 第1回 「湯けむり野田捕獲計画 in サイパン」
- 2012年3月11日 第2回 「かまきりたちの夜・雪山ペンション殺人事件」
- 2012年5月20日 第3回 「奴らが斬る」
- 2012年7月29日 第4回 「どきどきメモリアル」
- 2012年8月9日 第3回再演 「奴らが斬る」
- 2012年9月30日 第5回 「夏の終わりにハイジャンプ！！」
- 2012年11月3日 第6回 「サスケが最初に死ぬサスペンス」
- 2013年1月20日 第7回 「卓球の王様」
- 2013年3月24日 第8回 「オカマvsエイリアン」
- 2013年7月13日 第9回 「ヒトナシ」
- 2013年9月21日 第10回 「魔法使い山添ポッターと呪いの漬け物石」
- 2013年12月21日 第11回 「フードファイター村上」
- 2014年2月23日 第12回 「奴らが斬る2」
- 2014年4月20日 第7回再演 「卓球の王様」
- 2014年6月21日 第14回 「恵音！！」
- 2014年9月20日 第15回 「ウサギXの悲劇」

### その他
- 2014年5月31日 「仮面Xの悲劇」 神奈川・横浜開港記念会館
- 2022年10月1日 『マヂカルラブリーのオールナイトニッポンZERO II’〜でっかいフォーラムでーす〜』（東京国際フォーラム ホールA/東京）※マヂカルラブリーのオールナイトニッポン0(ZERO) 番組イベント